# Constitution angolaise de 2010
Pour les articles homonymes, voir Constitution de l'Angola.
Lire en ligne

Consulter

Constitution angolaise de 1992
La Constitution angolaise de 2010 est la loi fondamentale de l’Angola adoptée le 21 janvier 2010 par l'Assemblée nationale de l’Angola. Une constitution provisoire, base d'une République populaire d'Angola, était en vigueur de l'indépendance en 1975 à 1992, quand elle fut remplacée par une autre constitution provisoire, cette fois-ci démocratique, instituant un régime multipartite semi-présidentiel,. La Constitution de 2010 fut votée, dans sa totalité, par 186 votes pour et 0 contre, avec deux abstention. La Constitution avait été élaborée par un comité de 60 parlementaires, conseillé par 19 experts, et par une consultation populaire. Elle contient 244 articles. Le vote fut boycotté par le principal parti d'opposition UNITA qui estimait que le processus avait été vicié et mettait en danger la démocratie. Le parti au pouvoir, le MPLA, avait une majorité de 81 % dans le comité constitutionnel (équivalente à leur majorité parlementaire).

## Sources
- (en) Cet article est partiellement ou en totalité issu de l’article de Wikipédia en anglais intitulé « Constitution of Angola » (voir la liste des auteurs).

## Compléments